# Адріан Муту
Адріа́н Му́ту (рум. Adrian Mutu, [adriˈan ˈmutu], (Вимоваⓘ), нар. 8 січня 1979, Келінешть) — румунський футболіст, в минулому нападник збірної Румунії. Після завершення кар'єри гравця — футбольний тренер.

## Клубна кар'єра

### Початок кар'єри
Народився 8 січня 1979 року в комуні Келінешть. Вихованець футбольної школи клубу «Арджеш».
Дебютував за основну команду 15 березня 1997 у грі проти «Оцелула». Всього Муту провів за «Арджеш» 41 матч і забив 11 голів, після чого був проданий в бухарестське «Динамо» за 600 тис. євро.
Його відмінна гра за «Динамо» показувала, що Муту недовго залишилося грати в Румунії. Він забив 22 голи в 33 іграх і вніс великий внесок в успіх «Динамо» в чемпіонаті і Кубку країни. Однак коли клуб виграв ці трофеї, Муту вже був відпущений грати за міланський «Інтер».

### Виступи в Італії
Приєднавшись до «Інтеру» в середині сезону 1999/2000 за 6 мільйонів євро, Муту відмінно дебютував у Кубку Італії, забивши у дербі з «Міланом» вже через 9 хвилин після своєї появи на полі, чим допоміг своїй команді встановити остаточний рахунок 3:2. Однак він не зміг підтримувати ту ж форму в Серії А. Він провів всього 10 матчів і не забив жодного гола. У наступному сезоні він був відправлений в оренду в «Верону», яка згодом викупила його трансфер за 4 мільйони євро. У матчі 18-го туру чемпіонату 2001/02 Муту забив два голи у Римі місцевій «Ромі», що, втім, не врятувало «Верону» від поразки з рахунком 2:3.
У сезоні 2001/2002 він був куплений «Пармою» за 10 мільйонів євро, де став діяти у нападі в парі з Адріано, забивши за сезон 17 голів в Серії А.

### «Челсі» та допінг-скандал
1 серпня 2003 року він був куплений за 22,5 млн євро англійським «Челсі», в якому новий власник команди Роман Абрамович почав масове підсилення і грошові вливання. У перших чотирьох матчах він забив три голи, в тому числі один на виїзді проти «Тоттенгем Готспур», але поступово його результативність впала і в підсумку в його активі на кінець сезону було тільки 6 голів в 27 матчах Прем'єр-ліги, а також один гол в Лізі чемпіонів проти «Лаціо». В тому сезоні «Челсі» досяг півфіналу Ліги чемпіонів УЄФА, що стало найвищим результатом для команди.
У сезоні 2004/05 у Муту склалися складні стосунки з новим головним тренером Жозе Моурінью. Муту звинувачував Моурінью в брехні про те, що він був травмований під час матчу відбіркового раунду чемпіонату світу 2006 зі збірною Чехії.
У вересні 2004 року після допінг-проби в крові у Муту був виявлений кокаїн і він був звільнений з клубу 29 жовтня 2004 року. Він також отримав 7-місячну дискваліфікацію та штраф у 20 тисяч фунтів від Футбольної асоціації Англії. 6 червня 2008 року ФІФА зобов'язала Муту виплатити «Челсі» компенсацію в розмірі 9,6 мільйона фунтів (12 мільйонів євро). 31 липня 2009 року Спортивний арбітражний суд відхилив протест Муту про зменшення розміру штрафу, і навіть збільшив його до 14,65 мільйона фунтів (17,17 мільйона євро). Це найбільший штраф, коли-небудь накладений ФІФА. Однак 20 жовтня 2009 року швейцарський суд постановив, що Муту не зобов'язаний виплачувати «Челсі» штраф. Але все ж, 14 червня 2010 року Спортивний арбітражний суд Лозанни залишив у силі рішення ФІФА у справі Адріана Муту. ФІФА ухвалила, що гравець повинен заплатити своєму колишньому клубу 14,3 мільйона фунтів (17,2 мільйона євро).

### Повернення в Італію
12 січня 2005 року, будучи ще дискваліфікованим, Муту підписав п'ятирічний контракт з італійським «Ювентусом». Так як «Ювентус» не міг придбати ще одного гравця, який не є громадянином Євросоюзу, то вони попросили зробити це дружній їм клуб «Ліворно», який відразу ж продав Муту в «Ювентус». Він вперше з'явився у складі «бьянконері», вийшовши на заміну в матчі з «Кальярі» в останньому турі. У сезоні 2005/06 він забив 7 м'ячів в 32 матчах. У Ліги чемпіонів Муту зіграв 8 матчів і забив 1 гол. Проте влітку 2006 року розгорівся корупційний скандал, внаслідок якого туринців було відправлено в Серію Б.
«Я був щасливий в „Ювентусі“, це був фантастичний час для мене. Я виграв у Турині два скудетто. Так, потім трапився „кальчополі“, але я все одно відчуваю, що заслужив їх. Особливо сильний зв'язок у мене був з Златаном Ібрагімовичем. Я не хотів йти в 2006 році, але зрештою опинився в „Фіорентині“».

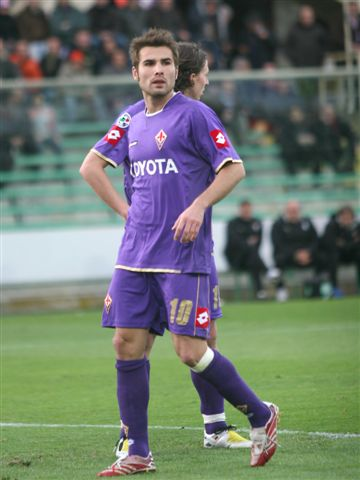
Адріан Муту під час виступів за «Фіорентину». 23 березня 2008 року.

8 липня 2006 «Фіорентина» купила Муту за 8 мільйонів євро. Муту знову опинився під керівництвом чудово знайомого йому ще по «Пармі» Чезаре Пранделлі. Муту виявився дуже вдалим партнером для нападника Луки Тоні — разом вони забили 32 м'ячі в сезоні 2006/07. Муту був названий найкращим гравцем сезону за версією «Il Calcio», на його рахунку 16 голів і 8 гольових передач в 33 матчах. Після цього сезону «Рома» запропонувала за Муту 20 мільйонів євро, але він вирішив продовжити контракт з «Фіорентиною».
30 листопада 2008 року, в його 200-му матчі в Серії А, Муту був капітаном «Фіорентини» в матчі з «Ромою». 2 лютого 2009 року Муту забив свої 100-й і 101-й м'ячі у Серії А в матчі з «Болоньєю». 15 лютого 2009 Муту оформив свій перший хет-трик у матчі з «Дженоа». Після того, як генуезці повели з рахунком 3:0, Муту реалізував пенальті, забив зі штрафного і з гри в компенсований час, зробивши рахунок нічийним — 3:3. Незважаючи на важку травму ліктя, Муту забив 14 голів в сезоні 2008/2009, разом з Альберто Джилардіно вони стали однією з десяти найкращих зв'язок нападників в історії «Фіорентини», які забили найбільше м'ячів за один сезон (33 м'ячі на двох в сезоні 2008/2009).
Наприкінці січня 2010 року в пробі Муту, взятої після матчу серії А з «Барі», був виявлений сибутрамін, внаслідок чого 19 квітня Муту був дискваліфікований на термін в 9 місяців. Дискваліфікація футболіста закінчилася 29 жовтня 2010 року, після чого Муту повернувся до матчів команди, зігравши до кінця сезону 2010/11 20 матчів в Серії А, в яких забив 4 голи.
23 червня 2011 року Муту перейшов в «Чезену», підписавши контракт на 2 роки. Проте за підсумками першого ж сезону 2011/12 команда зайняла останнє 20 місце і вилетіла з Серії А, після чого румун покинув команду.

### «Аяччо»
28 серпня 2012 року Адріан на правах вільного агента підписав контракт з французьким «Аяччо» з однойменного міста. За новий клуб румун забив 4 голи у 18 матчах, чим привернув увагу «Дженоа» у січні 2013 року — італійський клуб збиралася посилити лінію нападу, але французька команда навідріз відмовилася розлучатися з форвардом, розраховуючи на нього в боротьбі за виживання в Лізі 1, проте з літа 2013 року він не забив жодного разу. 9 листопада 2013 року румунський клуб 2-го дивізіону «Петролула» повідомив, що Муту приєднається до команди як граючий тренер у січні 2014 року, тому по закінченні 2013 року французький клуб і гравець розірвали контракт за обопільною згодою.

### Завершення кар'єри
З січня 2014 року грав за клуб «Петролул», проте на поле виходив рідко і 26 вересня 2014 року розірвав контракт та тривалий час залишався без клубу.
8 січня 2015 року на свій 36-й день народження оголосив про завершення ігрової кар'єри, щоб перебувати поруч із хворою матір'ю. Проте 30 липня 2015 року відновив виступи, підписавши контракт з клубом «Пуна Сіті» з індійської Суперліги, де до кінця року провів 19 матчів, забивши 4 голи.
18 січня 2016 року Муту повернувся в Румунію, підписавши шестимісячний контракт з клубом «Тиргу-Муреш». Причиною цього стало бажання повернутись до збірної Румунії і виступити з нею на Євро-2016. Наразі встиг відіграти за команду з Тиргу-Муреша 4 матчі в національному чемпіонаті.

## Виступи за збірну
1995 року дебютував у складі юнацької збірної Румунії, взяв участь у 16 іграх на юнацькому рівні, відзначившись 8 забитими голами.
Протягом 1998–2000 років залучався до складу молодіжної збірної Румунії. На молодіжному рівні зіграв у 12 офіційних матчах, забив 6 голів.
29 березня 2000 року дебютував в офіційних матчах у складі національної збірної Румунії у товариському матчі проти збірної Греції.
У складі збірної був учасником чемпіонату Європи 2000 року у Бельгії та Нідерландах, на який потрапив вже через кілька місяців після дебюту у збірній, відповідно не зігравши жодного матчу кваліфікації. Попри це зіграв у 3 з 4 матчах збірної на турнірі. Крім того, допоміг збірній кваліфікуватися на чемпіонат Європи 2008 року, забивши у відборі 6 м'ячів. У фінальній частині, що проходила в Австрії та Швейцарії, зіграв в усіх трьох матчах збірної і забив єдиний гол Румунії на турнірі.
Провів у формі головної команди країни 77 матчів, забивши 35 голів.

## Тренерська кар'єра
Свою тренерську кар'єру Муту розпочав у квітні 2018 року, коли він очолив «Волунтарі», з яким підписав дворічний контракт, змінивши Клаудіу Нікулеску. Проте його повноваження тривали лише два місяці. Він врятував команду від вильоту, але керівництво клубу звільнило його 14 червня.
У липні 2018 року Муту став тренером резервної команди «Аль-Вахда» з Об’єднаних Арабських Еміратах, яку покинув у січні 2020 року, щоб очолити молодіжну збірну Румунії. Під керівництвом Муту Румунія кваліфікувалася на молодіжний чемпіонат Європи 2021 року, де його команда не програла жодного матчу, зігравши внічию з Нідерландами та Німеччиною та обігравши Угорщину, але з 5 очками сталили шетретіми у групі і не вийшли до плей-оф.
У травні 2021 року Муту розірвав контракт із Федерацією футболу Румунії та став головним тренером клубу «ФК У Крайова 1948», який нещодавно піднявся до Ліги I. Після гарного старту сезону Адріан Муту провів 7 ігор без перемог (3 нічиї та 4 невдачі), а після поразки в дербі від «Університаті» був звільнений.
З 2 березня 2022 по 7 липня 2023 року очолював столичний «Рапід», після чого 11 липня 2023 року став тренером азербайджанської команди «Нефтчі», з якою підписав дворічний контракт, змінивши Лауренціу Регекампфа. 24 грудня 2023 року Муту був звільнений попри перемогу «Нефтчі» над «Кяпазом» у матчі 18-го туру чемпіонату Азербайджану (2:0), провівши в команді всього 166 днів. У день матчу з «Кяпазом» Адріан перебував у Румунії на похороні своєї матері.
У січні 2024 року Муту був призначений головним тренером команди ЧФР (Клуж). Він подав у відставку лише після 11 ігор, в яких команда здобула 5 перемог, 3 нічиїх і 3 поразки.

## Статистика виступів

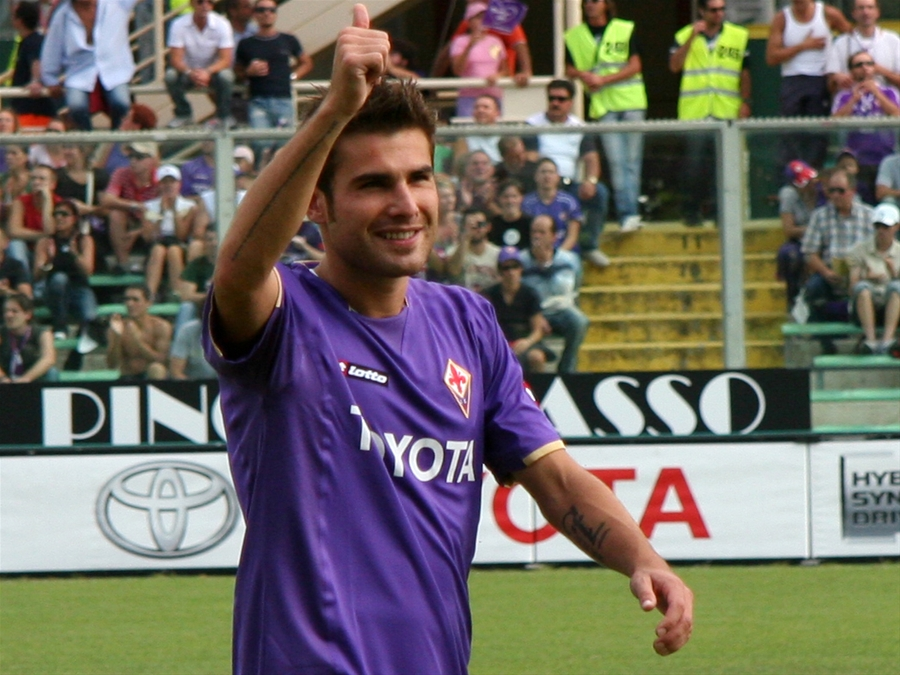
Адріан Муту під час виступів за «Фіорентину». 16 вересня 2007 року.

### Статистика клубних виступів
| Сезон                  | Команда                | Чемпіонат              | Чемпіонат | Чемпіонат | Національний кубок | Національний кубок | Національний кубок | Континентальні кубки | Континентальні кубки | Континентальні кубки | Інші змагання | Інші змагання | Інші змагання | Усього | Усього |
| Сезон                  | Команда                | Ліга                   | Ігор      | Голів     | Ліга               | Ігор               | Голів              | Ліга                 | Ігор                 | Голів                | Ліга          | Ігор          | Голів         | Ігор   | Голів  |
| ---------------------- | ---------------------- | ---------------------- | --------- | --------- | ------------------ | ------------------ | ------------------ | -------------------- | -------------------- | -------------------- | ------------- | ------------- | ------------- | ------ | ------ |
| 1996-97                | «Арджеш»               | А                      | 5         | 0         | —                  | —                  | —                  | —                    | —                    | —                    | —             | —             | —             | 5      | 0      |
| 1997-98                | «Арджеш»               | А                      | 21        | 4         | —                  | —                  | —                  | —                    | —                    | —                    | —             | —             | —             | 21     | 4      |
| 1998-99                | «Арджеш»               | А                      | 15        | 7         | —                  | —                  | —                  | КУЄФА                | 6                    | 3                    | —             | —             | —             | 21     | 10     |
| Усього за «Арджеш»     | Усього за «Арджеш»     | Усього за «Арджеш»     | 41        | 11        |                    | —                  | —                  |                      | 6                    | 3                    |               | —             | —             | 47     | 14     |
| 1998-99                | «Динамо»               | А                      | 15        | 4         | —                  | —                  | —                  | —                    | —                    | —                    | —             | —             | —             | 15     | 4      |
| 1999-00                | «Динамо»               | А                      | 18        | 18        | —                  | —                  | —                  | КУЄФА                | 3                    | 4                    | —             | —             | —             | 21     | 22     |
| Усього за «Динамо»     | Усього за «Динамо»     | Усього за «Динамо»     | 33        | 22        |                    | —                  | —                  |                      | 3                    | 4                    |               | —             | —             | 36     | 26     |
| 1999-00                | «Інтернаціонале»       | A                      | 10        | 0         | КІ                 | 4                  | 2                  | —                    | —                    | —                    | —             | —             | —             | 14     | 2      |
| 2000-01                | «Верона»               | A                      | 25        | 4         | КІ                 | 1                  | 1                  | —                    | —                    | —                    | —             | —             | —             | 26     | 5      |
| 2001-02                | «Верона»               | A                      | 32        | 12        | КІ                 | 2                  | 0                  | —                    | —                    | —                    | —             | —             | —             | 34     | 12     |
| 2002-03                | «Верона»               | B                      | 0         | 0         | КІ                 | 2                  | 0                  | —                    | —                    | —                    | —             | —             | —             | 2      | 0      |
| Усього за «Верону»     | Усього за «Верону»     | Усього за «Верону»     | 57        | 16        |                    | 5                  | 1                  |                      | —                    | —                    |               | —             | —             | 62     | 17     |
| 2002-03                | «Парма»                | A                      | 31        | 18        | КІ                 | 1                  | 0                  | КУЄФА                | 4                    | 4                    | —             | —             | —             | 36     | 22     |
| 2003-04                | «Челсі»                | ПЛ                     | 25        | 6         | КА+КЛ              | 3+1                | 3+0                | ЛЧ                   | 7                    | 1                    | —             | —             | —             | 36     | 10     |
| 2004-05                | «Челсі»                | ПЛ                     | 2         | 0         | —                  | —                  | —                  | —                    | —                    | —                    | —             | —             | —             | 2      | 0      |
| Усього за «Челсі»      | Усього за «Челсі»      | Усього за «Челсі»      | 27        | 6         |                    | 4                  | 3                  |                      | 7                    | 1                    |               | —             | —             | 38     | 10     |
| 2004-05                | «Ювентус»              | A                      | 1         | 0         | —                  | —                  | —                  | —                    | —                    | —                    | —             | —             | —             | 1      | 0      |
| 2005-06                | «Ювентус»              | A                      | 32        | 7         | КІ                 | 4                  | 3                  | ЛЧ                   | 8                    | 1                    | СІ            | 1             | 0             | 45     | 11     |
| Усього за «Ювентус»    | Усього за «Ювентус»    | Усього за «Ювентус»    | 33        | 7         |                    | 4                  | 3                  |                      | 8                    | 1                    |               | 1             | 0             | 46     | 11     |
| 2006-07                | «Фіорентина»           | A                      | 33        | 16        | КІ                 | 2                  | 0                  | —                    | —                    | —                    | —             | —             | —             | 35     | 16     |
| 2007-08                | «Фіорентина»           | A                      | 29        | 17        | КІ                 | 1                  | 0                  | КУЄФА                | 10                   | 6                    | —             | —             | —             | 40     | 23     |
| 2008-09                | «Фіорентина»           | A                      | 19        | 13        | КІ                 | 1                  | 0                  | ЛЧ+КУЄФА             | 7+2                  | 2+0                  | —             | —             | —             | 29     | 15     |
| 2009-10                | «Фіорентина»           | A                      | 11        | 4         | КІ                 | 2                  | 4                  | ЛЧ                   | 6                    | 3                    | —             | —             | —             | 19     | 11     |
| 2010-11                | «Фіорентина»           | A                      | 20        | 4         | КІ                 | 0                  | 0                  |                      | —                    | —                    |               | —             | —             | 20     | 4      |
| Усього за «Фіорентину» | Усього за «Фіорентину» | Усього за «Фіорентину» | 112       | 54        |                    | 6                  | 4                  |                      | 25                   | 11                   |               | —             | —             | 143    | 69     |
| 2011-12                | «Чезена»               | A                      | 28        | 8         | КІ                 | 1                  | 0                  | -                    | -                    | -                    | -             | -             | -             | 29     | 8      |
| 2012–13                | «Аяччо»                | Л1                     | 28        | 11        | КФ+КЛ              | 0                  | 0                  | -                    | -                    | -                    | -             | -             | -             | 28     | 11     |
| 2013–14                | «Аяччо»                | Л1                     | 9         | 0         | КФ+КЛ              | 0                  | 0                  | -                    | -                    | -                    | -             | -             | -             | 9      | 0      |
| Усього за «Аяччо»      | Усього за «Аяччо»      | Усього за «Аяччо»      | 37        | 11        |                    | 0                  | 0                  |                      | -                    | -                    |               | -             | -             | 37     | 11     |
| 2013–14                | «Петролул»             | ЛІ                     | 8         | 2         | КР                 | -                  | -                  | ЛЄ                   | -                    | -                    | -             | -             | -             | 8      | 2      |
| 2014–15                | «Петролул»             | ЛІ                     | 6         | 2         | КР+КЛ              | 0+1                | 0                  | ЛЄ                   | 6                    | 2                    | -             | -             | -             | 13     | 4      |
| Усього за «Петролул»   | Усього за «Петролул»   | Усього за «Петролул»   | 14        | 4         |                    | 1                  | 0                  |                      | 6                    | 2                    |               | -             | -             | 21     | 6      |
| 2015                   | «Пуна Сіті»            | ІС                     | 10        | 4         | -                  | -                  | -                  | -                    | -                    | -                    | -             | -             | -             | 10     | 4      |
| 2015–16                | «Тиргу-Муреш»          | ЛІ                     | 0         | 0         | КР+КЛ              | 0                  | 0                  | -                    | -                    | -                    | -             | -             | -             | 0      | 0      |
| Усього за кар'єру      | Усього за кар'єру      | Усього за кар'єру      | 426+1     | 157       |                    | 31                 | 16                 |                      | 59                   | 26                   |               | 1             | 0             | 517    | 199    |

### Статистика виступів за збірну
| Дата       | Місто        | Господарі            | Результат | Гості                | Турнір                | Голи | Примітки |
| ---------- | ------------ | -------------------- | --------- | -------------------- | --------------------- | ---- | -------- |
| 29-03-2000 | Афіни        | Греція               | 2 – 0     | Румунія              | товариський матч      | -    | 65'      |
| 26-04-2000 | Констанца    | Румунія              | 2 – 0     | Кіпр                 | товариський матч      | 1    |          |
| 27-05-2000 | Амстердам    | Нідерланди           | 2 – 1     | Румунія              | товариський матч      | -    |          |
| 03-06-2000 | Бухарест     | Румунія              | 2 – 1     | Греція               | товариський матч      | -    | 65'      |
| 12-06-2000 | Льєж         | Німеччина            | 1 – 1     | Румунія              | ЧЄ 2000 - 1-й етап    | -    | 73'      |
| 20-06-2000 | Шарлеруа     | Англія               | 2 – 3     | Румунія              | ЧЄ 2000 - 1-й етап    | -    |          |
| 24-06-2000 | Брюссель     | Італія               | 2 – 0     | Румунія              | ЧЄ 2000 - чвертьфінал | -    |          |
| 16-08-2000 | Бухарест     | Румунія              | 1 – 1     | Польща               | товариський матч      | -    | 79'      |
| 03-09-2000 | Бухарест     | Румунія              | 1 – 0     | Литва                | Відбір до ЧС 2002     | -    | 53'      |
| 07-10-2000 | Мілан        | Італія               | 3 – 0     | Румунія              | Відбір до ЧС 2002     | -    | 56'      |
| 15-11-2000 | Бухарест     | Румунія              | 2 – 1     | Югославія            | товариський матч      | -    | 54'      |
| 06-06-2001 | Каунас       | Литва                | 1 – 2     | Румунія              | Відбір до ЧС 2002     | -    | 63'      |
| 15-08-2001 | Любляна      | Словенія             | 2 – 2     | Румунія              | товариський матч      | -    | 70'      |
| 05-09-2001 | Будапешт     | Угорщина             | 0 – 2     | Румунія              | Відбір до ЧС 2002     | -    |          |
| 06-10-2001 | Бухарест     | Румунія              | 1 – 1     | Грузія               | Відбір до ЧС 2002     | -    | 46'      |
| 10-11-2001 | Любляна      | Словенія             | 2 – 1     | Румунія              | Відбір до ЧС 2002     | -    | 55'      |
| 14-11-2001 | Бухарест     | Румунія              | 1 – 1     | Словенія             | Відбір до ЧС 2002     | -    | 59'      |
| 13-02-2002 | Сен-Дені     | Франція              | 2 – 1     | Румунія              | товариський матч      | -    | 76'      |
| 27-03-2002 | Констанца    | Румунія              | 4 – 1     | Україна              | товариський матч      | -    | 66'      |
| 17-04-2002 | Бидгощ       | Польща               | 1 – 2     | Румунія              | товариський матч      | 1    | 86'      |
| 21-08-2002 | Констанца    | Румунія              | 0 – 1     | Греція               | товариський матч      | -    | 26'      |
| 07-09-2002 | Сараєво      | Боснія і Герцеговина | 0 – 3     | Румунія              | Відбір до ЧЄ 2004     | -    |          |
| 12-10-2002 | Бухарест     | Румунія              | 0 – 1     | Норвегія             | Відбір до ЧЄ 2004     | -    |          |
| 12-02-2003 | Ларнака      | Румунія              | 2 – 1     | Словаччина           | товариський матч      | -    | 92'      |
| 29-03-2003 | Бухарест     | Румунія              | 2 – 5     | Данія                | Відбір до ЧЄ 2004     | 1    | 50'      |
| 30-04-2003 | Каунас       | Литва                | 0 – 1     | Румунія              | Відбір до ЧЄ 2004     | -    | 76'      |
| 07-06-2003 | Крайова      | Румунія              | 2 – 0     | Боснія і Герцеговина | Відбір до ЧЄ 2004     | 1    | 86'      |
| 11-06-2003 | Осло         | Норвегія             | 1 – 1     | Румунія              | Відбір до ЧЄ 2004     | -    |          |
| 20-08-2003 | Донецьк      | Україна              | 0 – 2     | Румунія              | товариський матч      | 2    | 52' 83'  |
| 06-09-2003 | Плоєшті      | Румунія              | 4 – 0     | Люксембург           | Відбір до ЧЄ 2004     | 1    |          |
| 10-09-2003 | Копенгаген   | Данія                | 2 – 2     | Румунія              | Відбір до ЧЄ 2004     | 1    | 81' 92'  |
| 11-10-2003 | Бухарест     | Румунія              | 1 – 1     | Японія               | товариський матч      | 1    | 16'      |
| 16-11-2003 | Анкона       | Італія               | 1 – 0     | Румунія              | товариський матч      | -    |          |
| 18-02-2004 | Ларнака      | Румунія              | 3 – 0     | Грузія               | товариський матч      | 2    |          |
| 31-03-2004 | Глазго       | Шотландія            | 1 – 2     | Румунія              | товариський матч      | -    |          |
| 18-08-2004 | Бухарест     | Румунія              | 2 – 1     | Фінляндія            | Відбір до ЧС 2006     | 1    | 65'      |
| 04-09-2004 | Крайова      | Румунія              | 2 – 1     | Північна Македонія   | Відбір до ЧС 2006     | 1    | 20'      |
| 09-10-2004 | Прага        | Чехія                | 1 – 0     | Румунія              | Відбір до ЧС 2006     | -    | 92'      |
| 04-06-2005 | Роттердам    | Нідерланди           | 2 – 0     | Румунія              | Відбір до ЧС 2006     | -    | 49' 85'  |
| 17-08-2005 | Констанца    | Румунія              | 2 – 0     | Андорра              | Відбір до ЧС 2006     | 2    |          |
| 03-09-2005 | Констанца    | Румунія              | 2 – 0     | Чехія                | Відбір до ЧС 2006     | 2    | 88'      |
| 08-10-2005 | Гельсінкі    | Фінляндія            | 0 – 1     | Румунія              | Відбір до ЧС 2006     | 1    | 61' 82'  |
| 12-11-2005 | Ле-Ман       | Румунія              | 1 – 2     | Кот-д'Івуар          | товариський матч      | -    |          |
| 23-05-2006 | Лос-Анджелес | Уругвай              | 2 – 0     | Румунія              | товариський матч      | -    |          |
| 26-05-2006 | Чикаго       | Румунія              | 2 – 0     | Північна Ірландія    | товариський матч      | -    | 46'      |
| 16-08-2006 | Констанца    | Румунія              | 2 – 0     | Кіпр                 | товариський матч      | 1    | 46'      |
| 02-09-2006 | Констанца    | Румунія              | 2 – 2     | Болгарія             | Відбір до ЧЄ 2008     | -    |          |
| 06-09-2006 | Тирана       | Албанія              | 0 – 2     | Румунія              | Відбір до ЧЄ 2008     | 1    | 85'      |
| 07-10-2006 | Бухарест     | Румунія              | 3 – 1     | Білорусь             | Відбір до ЧЄ 2008     | 1    | 72'      |
| 07-02-2007 | Бухарест     | Румунія              | 2 – 0     | Молдова              | товариський матч      | 1    |          |
| 24-03-2007 | Роттердам    | Нідерланди           | 0 – 0     | Румунія              | Відбір до ЧЄ 2008     | -    |          |
| 28-03-2007 | П'ятра-Нямц  | Румунія              | 3 – 0     | Люксембург           | Відбір до ЧЄ 2008     | 1    |          |
| 02-06-2007 | Цельє        | Словенія             | 1 – 2     | Румунія              | Відбір до ЧЄ 2008     | -    | 38'      |
| 06-06-2007 | Тімішоара    | Румунія              | 2 – 0     | Словенія             | Відбір до ЧЄ 2008     | 1    |          |
| 22-08-2007 | Бухарест     | Румунія              | 2 – 0     | Туреччина            | товариський матч      | 1    |          |
| 08-09-2007 | Мінськ       | Білорусь             | 1 – 3     | Румунія              | Відбір до ЧЄ 2008     | 2    |          |
| 12-09-2007 | Кельн        | Німеччина            | 3 – 1     | Румунія              | товариський матч      | -    |          |
| 13-10-2007 | Констанца    | Румунія              | 1 – 0     | Нідерланди           | Відбір до ЧЄ 2008     | -    | 86'      |
| 06-02-2008 | Тель-Авів    | Ізраїль              | 1 – 0     | Румунія              | товариський матч      | -    |          |
| 26-03-2008 | Бухарест     | Румунія              | 3 – 0     | Росія                | товариський матч      | -    | 46'      |
| 31-05-2008 | Бухарест     | Румунія              | 4 – 0     | Чорногорія           | товариський матч      | 1    | 46'      |
| 09-06-2008 | Цюрих        | Румунія              | 0 – 0     | Франція              | ЧЄ 2008 - 1-й етап    | -    | 78'      |
| 13-06-2008 | Цюрих        | Італія               | 1 – 1     | Румунія              | ЧЄ 2008 - 1-й етап    | 1    | 43' 88'  |
| 17-06-2008 | Берн         | Нідерланди           | 2 – 0     | Румунія              | ЧЄ 2008 - 1-й етап    | -    |          |
| 11-10-2008 | Констанца    | Румунія              | 2 – 2     | Франція              | Відбір до ЧС 2010     | -    | 75'      |
| 28-03-2009 | Констанца    | Румунія              | 2 – 3     | Сербія               | Відбір до ЧС 2010     | -    | 39'      |
| 10-10-2009 | Белград      | Сербія               | 5 – 0     | Румунія              | Відбір до ЧС 2010     | -    | 32' 75'  |
| 26-03.2011 | Зениця       | Боснія і Герцеговина | 2 – 1     | Румунія              | Відбір до ЧЄ 2012     | -    |          |
| 29-03-2011 | П'ятра-Нямц  | Румунія              | 3 – 1     | Люксембург           | Відбір до ЧЄ 2012     | 2    | 84'      |
| 03-06-2011 | Бухарест     | Румунія              | 3 – 0     | Боснія і Герцеговина | Відбір до ЧЄ 2012     | 1    | 83'      |
| 07-10-2011 | Бухарест     | Румунія              | 2 – 2     | Білорусь             | Відбір до ЧЄ 2012     | 2    |          |
| 11-10-2011 | Тирана       | Албанія              | 1 – 1     | Румунія              | Відбір до ЧЄ 2012     | -    |          |
| 29-02-2012 | Бухарест     | Румунія              | 1 – 1     | Уругвай              | товариський матч      | -    | 73'      |
| 12-10-2012 | Стамбул      | Туреччина            | 0 – 1     | Румунія              | Відбір до ЧС 2014     | -    | 82'      |
| 16-10-2012 | Бухарест     | Румунія              | 1 – 4     | Нідерланди           | Відбір до ЧС 2014     | -    | 75'      |
| 22-03-2013 | Будапешт     | Угорщина             | 2 – 2     | Румунія              | Відбір до ЧС 2014     | 1    | 74'      |
| 26-03-2013 | Амстердам    | Нідерланди           | 4 – 0     | Румунія              | Відбір до ЧС 2014     | -    | 67'      |
| Усього     |              | Матчів               | 77        |                      | Голів (1 місце)       | 35   |          |

## Титули та досягнення

### Командні
- Чемпіон Румунії (1):

«Динамо» Бух.: 1999-00
- Чемпіон Італії (1):

«Ювентус»: 2004-05 (титул скасовано)

### Особисті
- Футболіст року в Румунії: 2003, 2005, 2007, 2008
- Футболіст року в Італії (Guerin Sportivo): 2007
- Найкращий бомбардир кубка Італії: 2009–2010 (4 голи)